# 波須
波須（はす）は、岐阜県大垣市の地名。市の東部に位置する。

## 概要
児童数が大垣市の中で最多。